# Kathleen Browne (malarka)
Kathleen Browne (ur. 1905 w Christchurch, Nowa Zelandia, zm. 14 maja 2007 w Hampstead, Londyn) – nowozelandzka malarka i pedagog tworząca w Wielkiej Brytanii.

## Życiorys
Urodziła się w Christchurch w Nowej Zelandii. W latach 1920–1924 studiowała w Canterbury College of Art, a następnie uczyła malarstwa w Nowej Zelandii. W 1931 przeprowadziła się do Wielkiej Brytanii, gdzie od 1932 kontynuowała studia w Chelsea School of Art, a w latach 1933–1934 w Royal College of Art. Następnie poza twórczością uczyła teorii i warsztatu malarskiego w różnych szkołach oraz prowadziła kursy malarstwa. W 1947 otrzymała brązowy medal na wystawie sztuki w Paryżu. W 1948 poznała Mariana Kratochwila, który w 1961 został jej mężem, w 1949 założyli własną szkołę malarstwa w Chelsea. W 1950 jej prace uczestniczyły w wystawie trzech artystów w Prince Galitzine Gallery. W 1979 zrezygnowała z pracy pedagogicznej i poświęciła się całkowicie malarstwu, zwłaszcza tworzeniu portretów. W 1994 razem z mężem pokazali swoje prace w retrospektywnej wystawie, która odbyła się w Polskim Instytucie Kultury. Należała do Senefelder Club, Graphic Arts Society i Women’s International Art Club, regularnie uczestniczyła w wystawach Royal Society of British Artists i Royal Academy of Arts. Portret Arnolda Dolmetscha pędzla Kathleen Browne znajduje się w kolekcji National Portrait Gallery (Londyn).